# Кален
Ка́лен (болг. Кален) — село у Врачанській області Болгарії. Входить до складу общини Мездра.

## Населення
За даними перепису населення 2011 року у селі проживали 107 осіб, з них 105 осіб (98,1%) — болгари.
Розподіл населення за віком у 2011 році:
Динаміка населення: